# Lycoriella quadriseta
Lycoriella quadriseta är en tvåvingeart som beskrevs av Yang och Zhang 1987. Lycoriella quadriseta ingår i släktet Lycoriella och familjen sorgmyggor. Inga underarter finns listade i Catalogue of Life.